# Croce greca
La croce greca è una croce costituita da quattro bracci di uguale lunghezza che formano tra loro angoli retti. Variante può considerarsi la croce di sant’Andrea, i cui bracci non s’intersecano a angolo retto.
Nell'architettura l'intersecarsi di navata e transetto conferisce alle chiese una pianta a croce. Si parla di pianta a croce greca per le chiese in cui la navata e il transetto hanno la stessa lunghezza e si intersecano a metà della loro lunghezza; altrimenti, quando navata e transetto sono di lunghezze diverse, si parla di pianta a croce latina.

## Sviluppo storico
La pianta a croce greca è tipica dell'arte bizantina: il prototipo è la distrutta chiesa dei Santi Apostoli a Costantinopoli, ripresa poi in Italia durante l'Alto Medioevo, ma quasi completamente sostituita dalla croce latina con l'avvento del romanico. Un famoso esempio di chiesa a croce greca di ispirazione bizantina è la basilica di San Marco di Venezia.

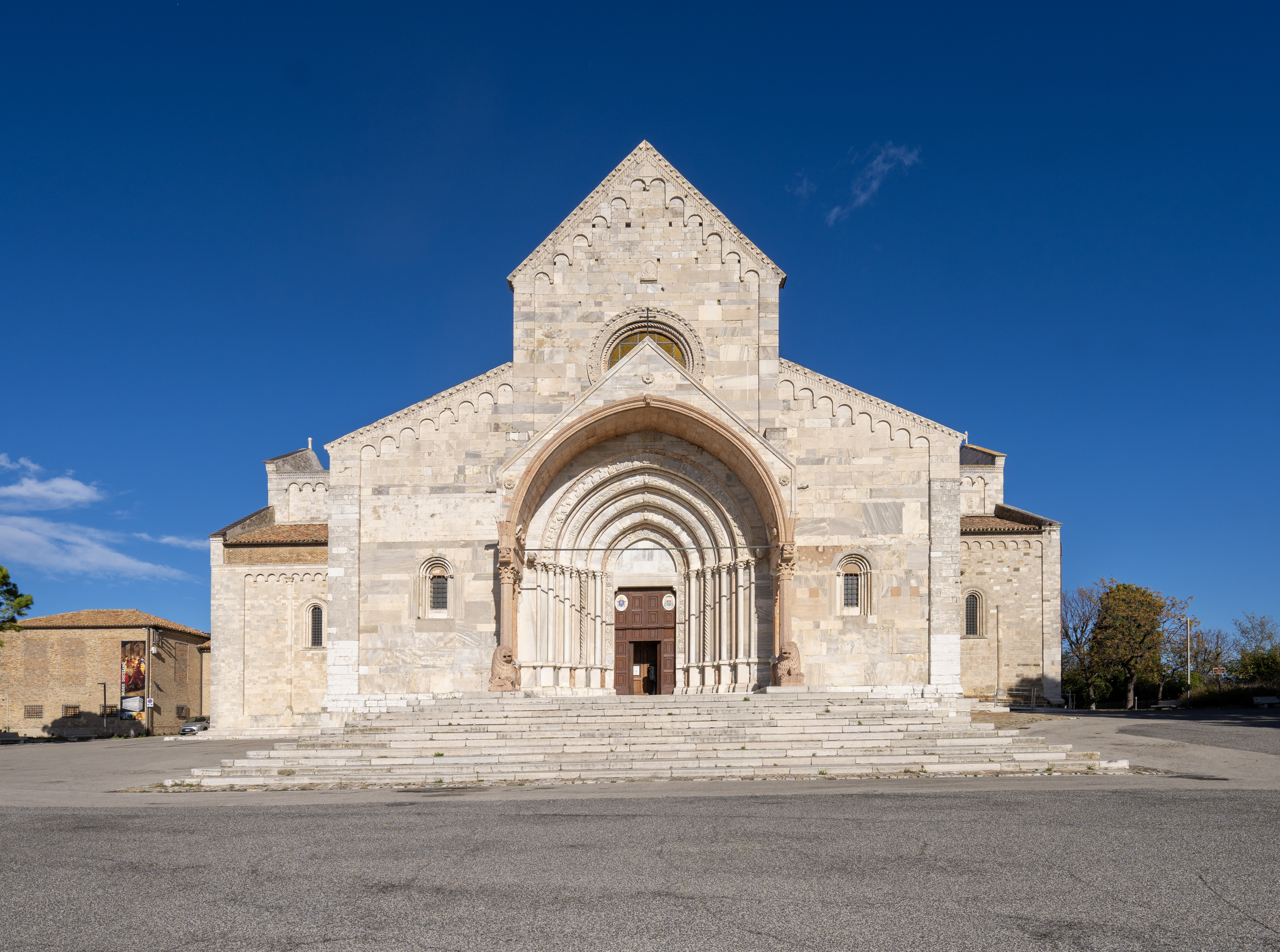
Il duomo di Ancona, esempio di romanico

La pianta a croce greca venne ripresa nell'Italia centrale durante il Rinascimento, quando furono costruiti numerosi edifici a pianta centrale, pianta che Filippo Brunelleschi ebbe modo di sperimentare nella Sacrestia Vecchia di San Lorenzo e in quel capolavoro di armonia formale che è la cappella Pazzi. Suggestionati dal risultato furono i fratelli da Sangallo: prima Giuliano realizzò la basilica di Santa Maria delle Carceri a Prato, poi Antonio progetto la chiesa di San Biagio a Montepulciano; dello stesso periodo sono anche l'incertamente attribuita Santa Maria della Consolazione di Todi e il progetto originario di Bramante e Michelangelo Buonarroti per la basilica di San Pietro in Vaticano. Il Bramante reintrodusse questa tipologia anche nel Nord Italia, dove peraltro già Leon Battista Alberti aveva sperimentato lo schema nella chiesa di San Sebastiano. Nelle Marche, a poca distanza dal Palazzo Ducale di Urbino e dal luogo natio di Bramante, sorge a croce greca nel 1495 il vasto santuario di Santa Maria delle Stelle su committenza del comune di Cagli.
Altro esempio di chiesa a croce greca si può trovare nel piccolo comune di Cellere, in provincia di Viterbo, dove sorge la chiesa di Sant'Egidio, più famosa come chiesa del Sangallo in quanto progettata da Antonio da Sangallo il Giovane.
Con la chiesa del Gesù a Roma e con la modifica del progetto di San Pietro, gli esperimenti sulla pianta a croce greca possono definirsi conclusi, attraverso l'impianto rinascimentale nel più prospettico modello a croce latina. Tuttavia, durante il Barocco, Pietro da Cortona realizzò la chiesa dei Santi Luca e Martina a Roma facendo ricorso a una croce greca leggermente allungata; sempre riconducibili a una croce greca allungata sono la chiesa di San Carlo ai Catinari, sempre a Roma, e la cappella della Sorbona, a Parigi.
Se nell'arte ortodossa e dell'Europa Orientale la croce greca è stata utilizzata fino a oggi senza soluzione di continuità, nel mondo cattolico occidentale questa tipologia è stata ripresa in seguito al Rinascimento solo occasionalmente.
In epoca neoclassica, merita di essere ricordata la croce greca del Pantheon di Parigi, un imponente edificio costruito dall'architetto Jacques-Germain Soufflot.
Caso particolare, un edificio civile fu costruito con pianta a croce greca nel Rinascimento: si tratta di Villa Almerico Capra detta "La Rotonda" a Vicenza, opera di Andrea Palladio.

Esempi nell'architettura rinascimentale
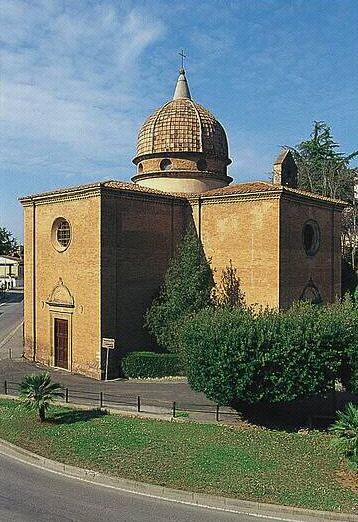
Chiesa di Santa Maria della Pietà (Bibbona)
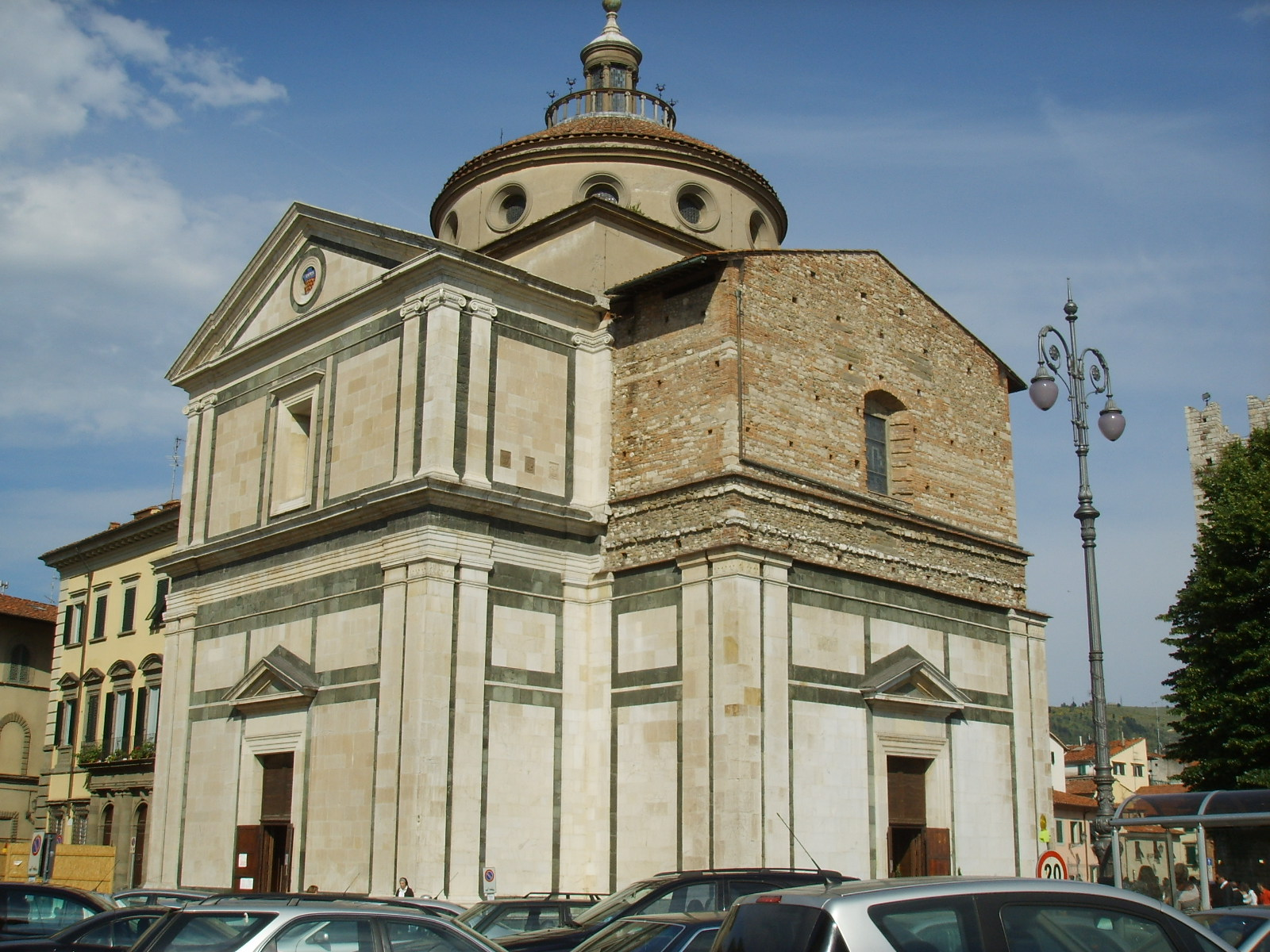
Basilica di Santa Maria delle Carceri (Prato)
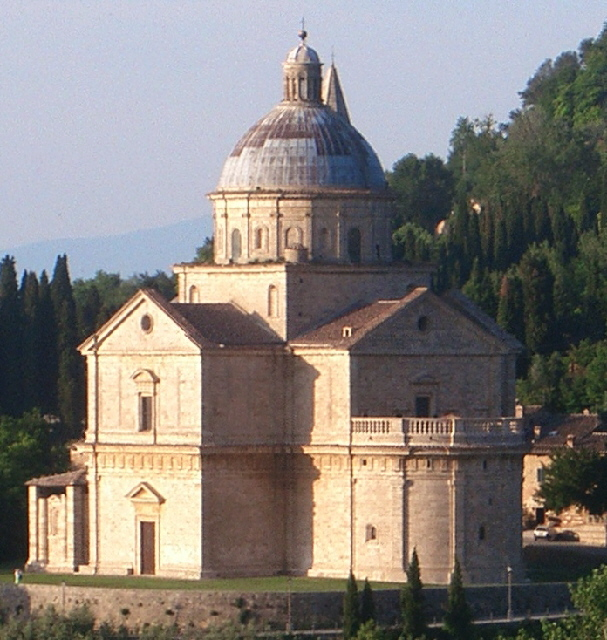
Chiesa di San Biagio (Montepulciano)
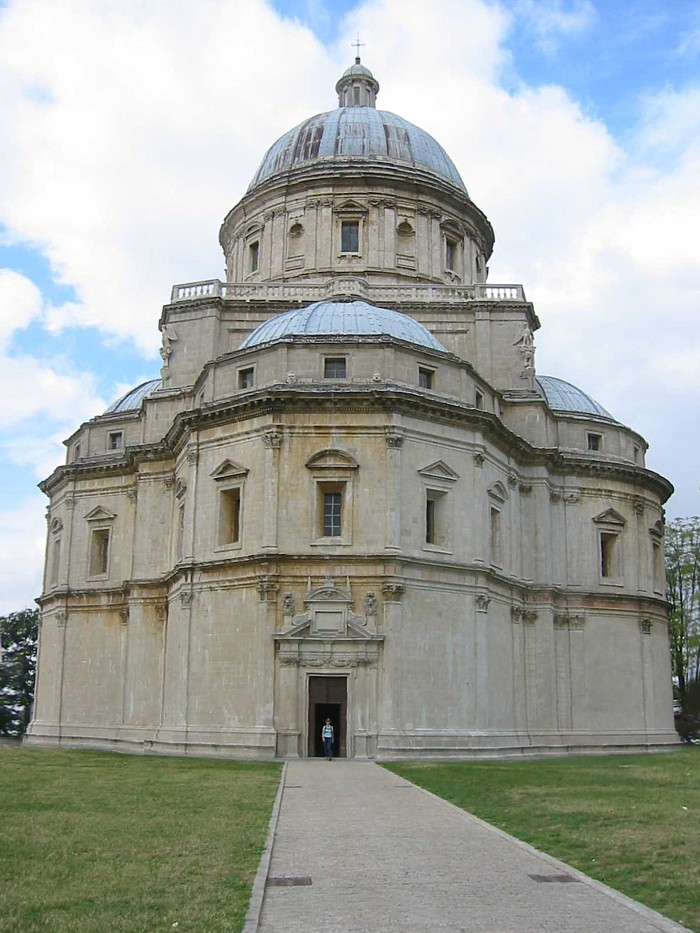
Tempio di Santa Maria della Consolazione